# Mönchsdeggingen
Mönchsdeggingen (Rieserisch: Degge) ist eine Gemeinde im schwäbischen Landkreis Donau-Ries.

## Geografie
Mönchsdeggingen liegt am Südrand des Nördlinger Rieses. Im Süden grenzt es an den Landkreis Dillingen.
Geologisch gehört das Gebiet zur Riesalb, dem östlichsten, nur noch hügeligen Ausläufer der Schwäbischen Alb.
Die Gemeinde hat sieben Gemeindeteile (in Klammern ist der Siedlungstyp angegeben):
- Merzingen (Dorf)
- Mönchsdeggingen (Pfarrdorf)
- Rohrbach (Dorf)
- Schaffhausen (Pfarrdorf)
- Thurneck (Dorf)
- Untermagerbein (Pfarrdorf)
- Ziswingen (Dorf)

Es gibt die Gemarkungen Merzingen, Mönchsdeggingen, Rohrbach, Schaffhausen, Untermagerbein und Ziswingen.

## Geschichte
→ zur Geschichte des Klosters siehe: Kloster Mönchsdeggingen

### Bis zur Gemeindegründung
Deggingen wurde erstmals 1007 in einer Urkunde König Heinrichs II. erwähnt, in der der Ort – bis dahin vermutlich Reichs- oder Ottonisches Hausgut – als Gründungsausstattung dem Hochstift Bamberg übergeben wurde. Die Oberlehenshoheit Bambergs blieb trotz wechselnder faktischer Machtverhältnisse bis zum Ende des Alten Reiches unbestritten.
Das Kloster hatte umfangreichen Besitz und zahlreiche Rechte (u. a. das Patronat der Pfarrkirche St. Georg) im Dorf. Nachdem die Grafen von Oettingen den Herren von Hürnheim als Klostervögte folgten, entglitten Kloster und Ort zunehmend dem hochstiftlichen Einfluss. Mönchsdeggingen wurde in die Grafschaft Oettingen integriert. Bei den Teilungen des Hauses Oettingen blieb die Vogtei als Recht bei der katholischen Linie Oettingen-Wallerstein, das Dorf gehörte zu Oettingen-Oettingen. Letztere führten vor Ort im 16. Jahrhundert die Reformation ein; das Kloster blieb jedoch davon unberührt. Das hatte kuriose Folgen, da das Kloster als Patronatsherr nun evangelische Pfarrer berufen musste.
Im Dreißigjährigen Krieg wurde Mönchsdeggingen vor allem in der Schlacht bei Nördlingen schwer zerstört. Um den Bevölkerungsverlust auszugleichen, wurden 1684 aus Pfalz-Neuburg vertriebene Juden angesiedelt. In den folgenden zwei Jahrhunderten übten diese einen nachhaltigen Einfluss auf Wirtschaft, Kultur und das Ortsbild des Dorfes aus. 1879 löste sich die jüdische Gemeinde wegen Abwanderung nach Übersee und Nördlingen auf.
1802 wurde das Kloster aufgelöst. Mit der Rheinbundakte 1806 kamen der Ort, der seit 1500 auch im Schwäbischen Reichskreis lag, und das säkularisierte Kloster zum Königreich Bayern. 1818 entstand mit dem Zweiten Gemeindeedikt die heutige politische Gemeinde.

### 20. und 21. Jahrhundert
1950 übernahm die Kongregation der Missionare von Mariannhill die alten Klostergebäude als Noviziat für ihre angehenden Priester.
Am 11. Dezember 1930 wurde der Name der Gemeinde amtlich von Deggingen in Mönchsdeggingen geändert.
Im Jahr 2007 feierte der Ort sein 1000-jähriges Bestehen.

### Eingemeindungen
Im Zuge der Gebietsreform in Bayern wurden am 1. Januar 1972 die Gemeinden Merzingen, Schaffhausen und Ziswingen eingegliedert. Untermagerbein kam am 1. Januar 1976 hinzu. Rohrbach (mit Gemeindeteil Thurneck) folgte schließlich am 1. Mai 1978.

### Einwohnerentwicklung
Zwischen 1988 und 2018 sank die Einwohnerzahl von 1538 auf 1381 um 157 Einwohner bzw. um 10,2 %.
- 1961: 1538 Einwohner[5]
- 1970: 1581 Einwohner[5]
- 1987: 1563 Einwohner
- 1991: 1563 Einwohner
- 1995: 1573 Einwohner
- 2000: 1542 Einwohner
- 2005: 1499 Einwohner
- 2010: 1366 Einwohner
- 2015: 1429 Einwohner

Zur Zeit der Volkszählung 1987 waren mehr als drei Viertel (75,2 %) der Einwohner evangelisch und 22,2 % katholisch. Die Anteile beider Konfessionen haben bis zur Volkszählung 2011 abgenommen. Nach wie vor war 2011 die deutliche Mehrheit evangelisch (66,5 %), 20,2 % waren katholisch.

## Politik

### Bürgermeister und Gemeinderat
Seit 1. Mai 2020 ist Karin Bergdolt (Wählergruppe Einigkeit) Erste Bürgermeisterin. Deren Vorgänger war vom 1. Mai 2008 bis 30. April 2020 Karl Wiedenmann (CSU). Bei der Kommunalwahl am 15. März 2020 bewarb er sich nicht mehr.
Der Gemeinderat hat 12 Mitglieder und setzt sich in der Amtszeit 2020–2026 wie folgt zusammen:
- Einigkeit 4 Sitze
- CSU/Freie Bürger 3 Sitze
- Ortsteilliste Untermagerbein 2 Sitze
- Ortsteilliste Rohrbach/Thurneck 2 Sitze
- Ortsteilliste Schaffhausen 1 Sitz

## Verwaltung
Die Gemeinde ist Mitglied der Verwaltungsgemeinschaft Ries mit Sitz in Nördlingen.

## Wappen und Flagge
| Wappen von Mönchsdeggingen | Blasonierung: „Über rotem Schildfuß, darin ein halber silberner Schragen, gespalten in Blau und Silber; vorne eine golden bewehrte silberne Gans, hinten ein rotes Tatzenkreuz.“                                                                                               |
| Wappen von Mönchsdeggingen | Wappenbegründung: Die Schragen erinnern das Wappen der Oettinger, die Gans steht für das St.-Martin-Patronat der Klosterkirche, das Tatzenkreuz für das Georgskreuz (St. Georg als Patron der Pfarrkirche). Die 1990 genehmigte weiß-rote Gemeindeflagge wird nicht verwendet. |

Die eingegliederten, ehemals selbstständigen Gemeinden Merzingen, Rohrbach, Schaffhausen, Untermagerbein und Ziswingen hatten folgende Wappen:

Wappen der Ortsteile
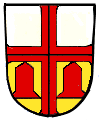
Merzingen
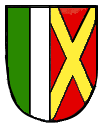
Rohrbach
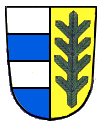
Schaffhausen
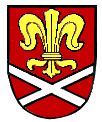
Untermagerbein
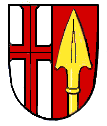
Ziswingen

## Kultur und Sehenswürdigkeiten
- Kloster Mönchsdeggingen
- Burgstall Thurneck
- ehemalige Synagoge und Mikwe
- Jüdischer Friedhof
- Prälatenweiher
- Evangelische Kirche St. Nikolaus in Untermagerbein
- Evangelische Kirche St. Georg
- Gerichtslinde Mönchsdeggingen im evangelischen Friedhof der Sankt–Georgs–Kirche
- Kühsteinfelsen mit Geotop-Lehrpfad des Nationalen Geoparks Ries
- Der Schwäbische-Alb-Nordrand-Weg verläuft durch den Ort.

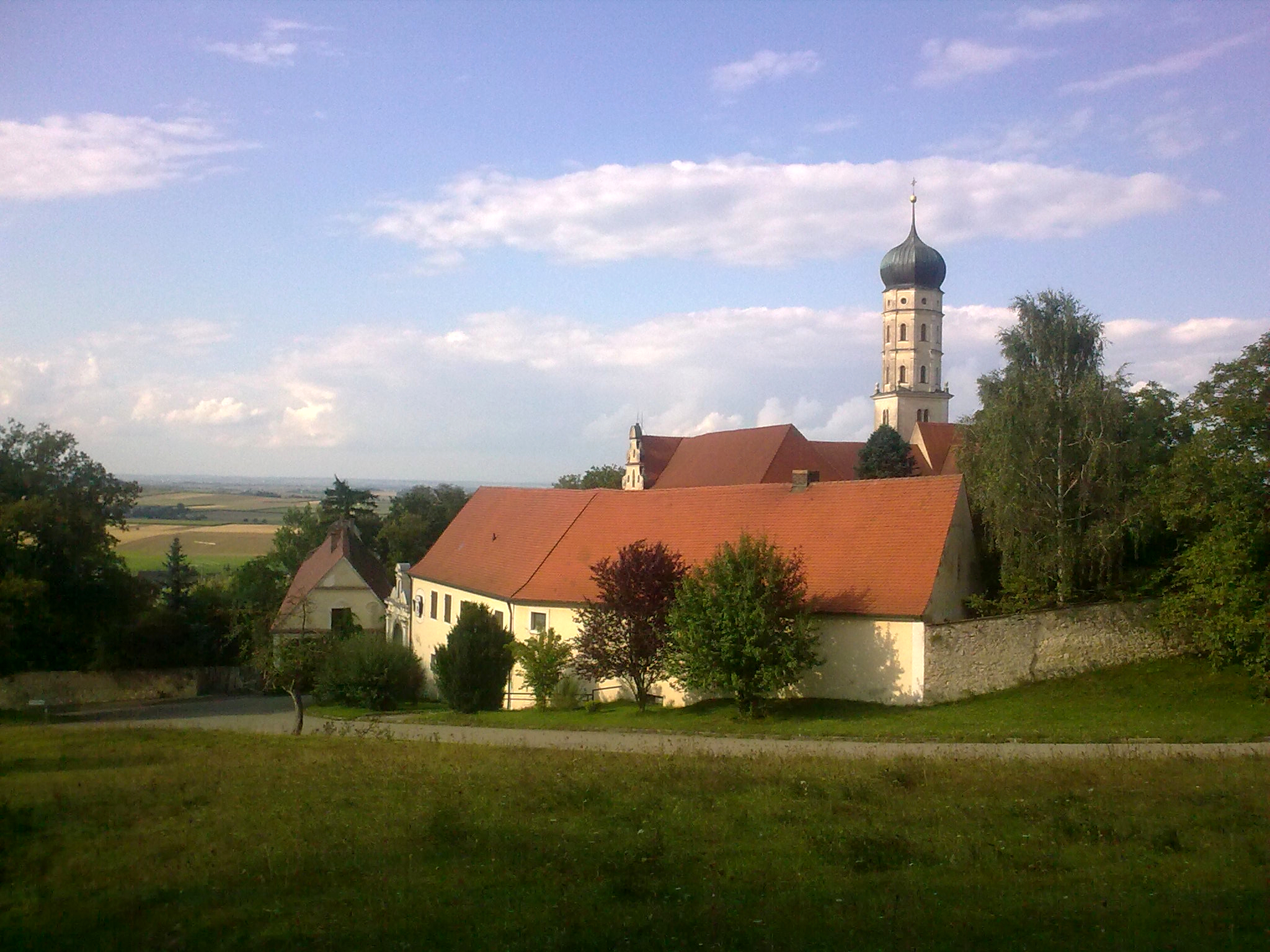
Kloster
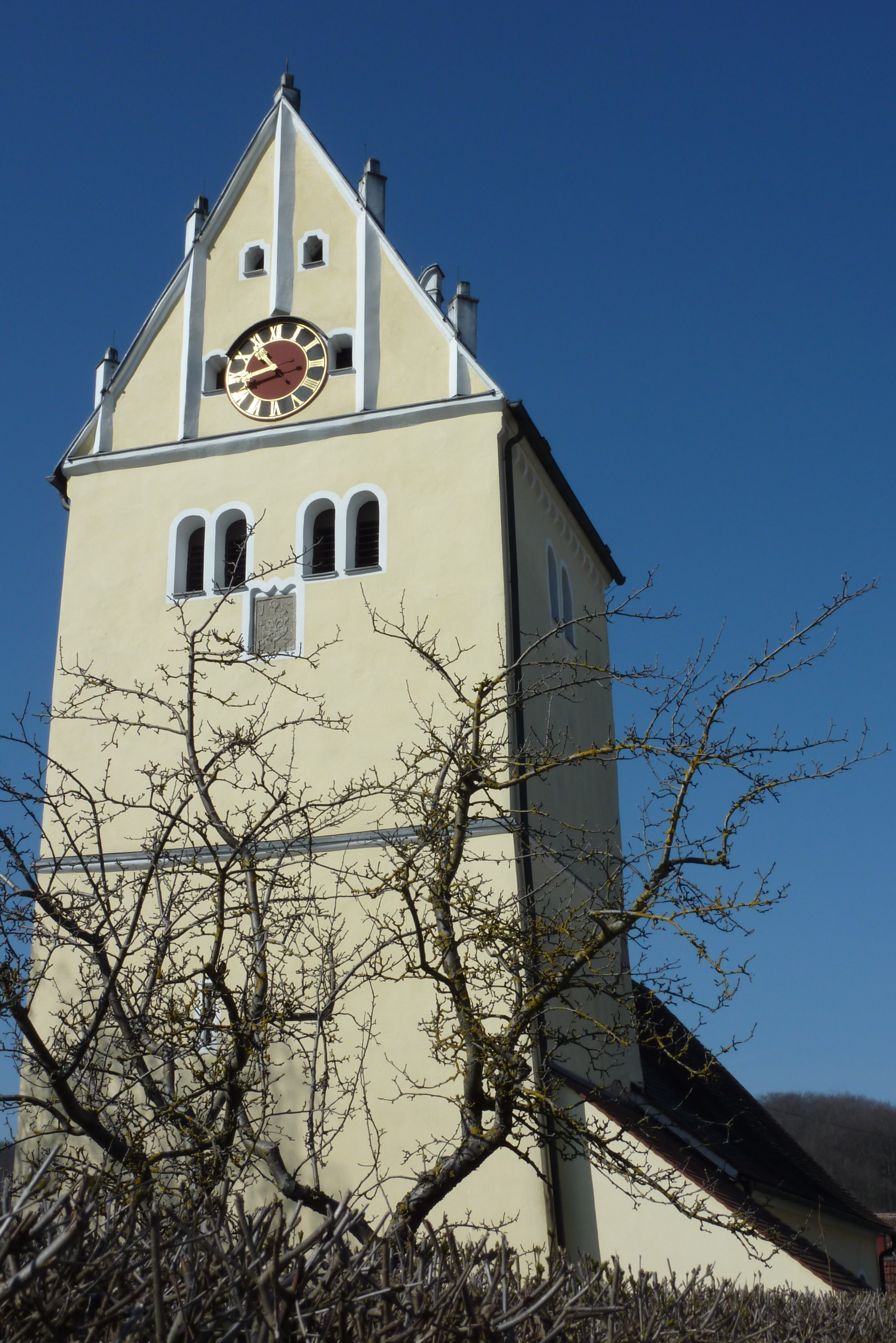
Evangelische Kirche St. Nikolaus in Untermagerbein
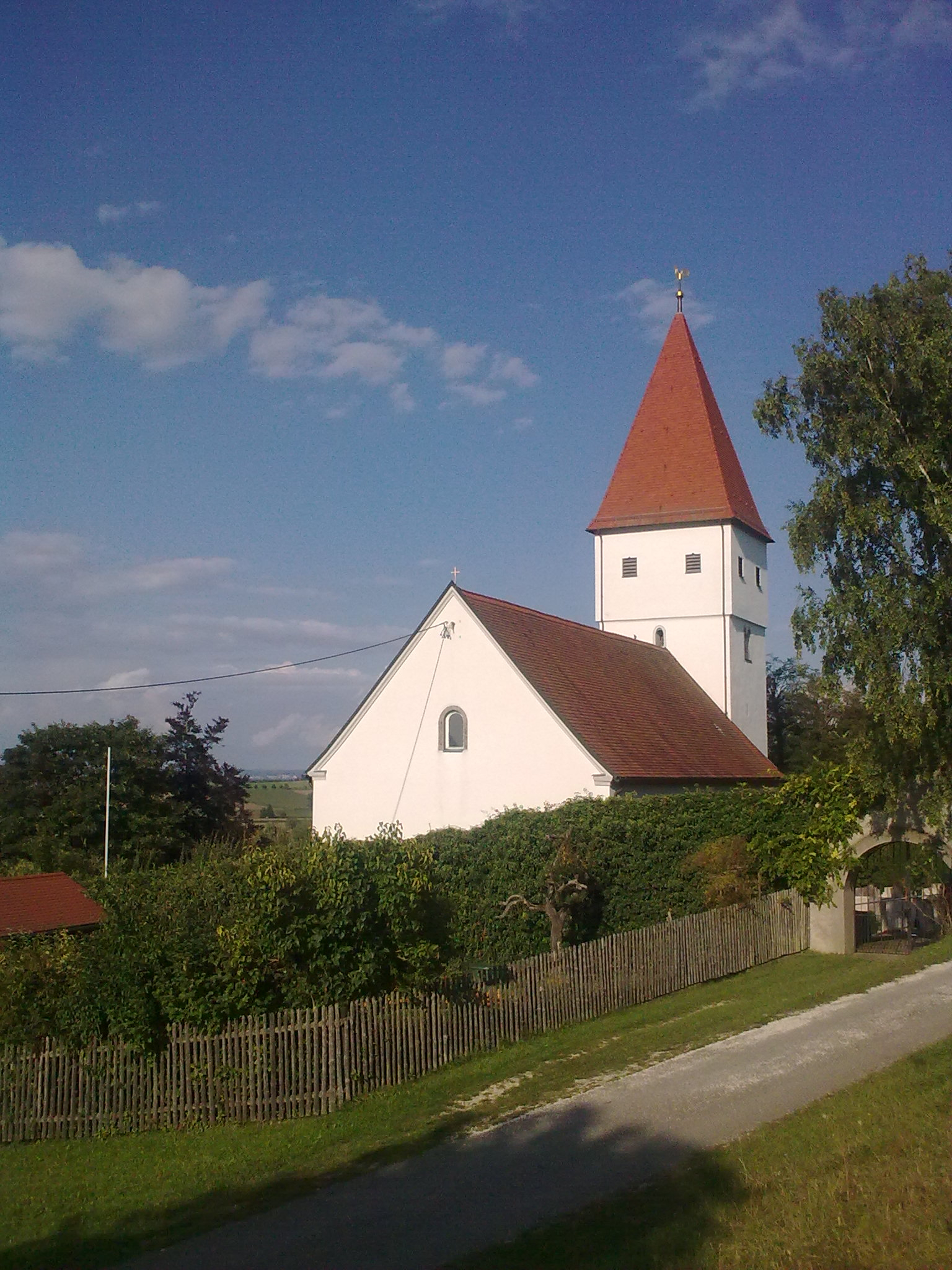
Evangelische Kirche St. Georg
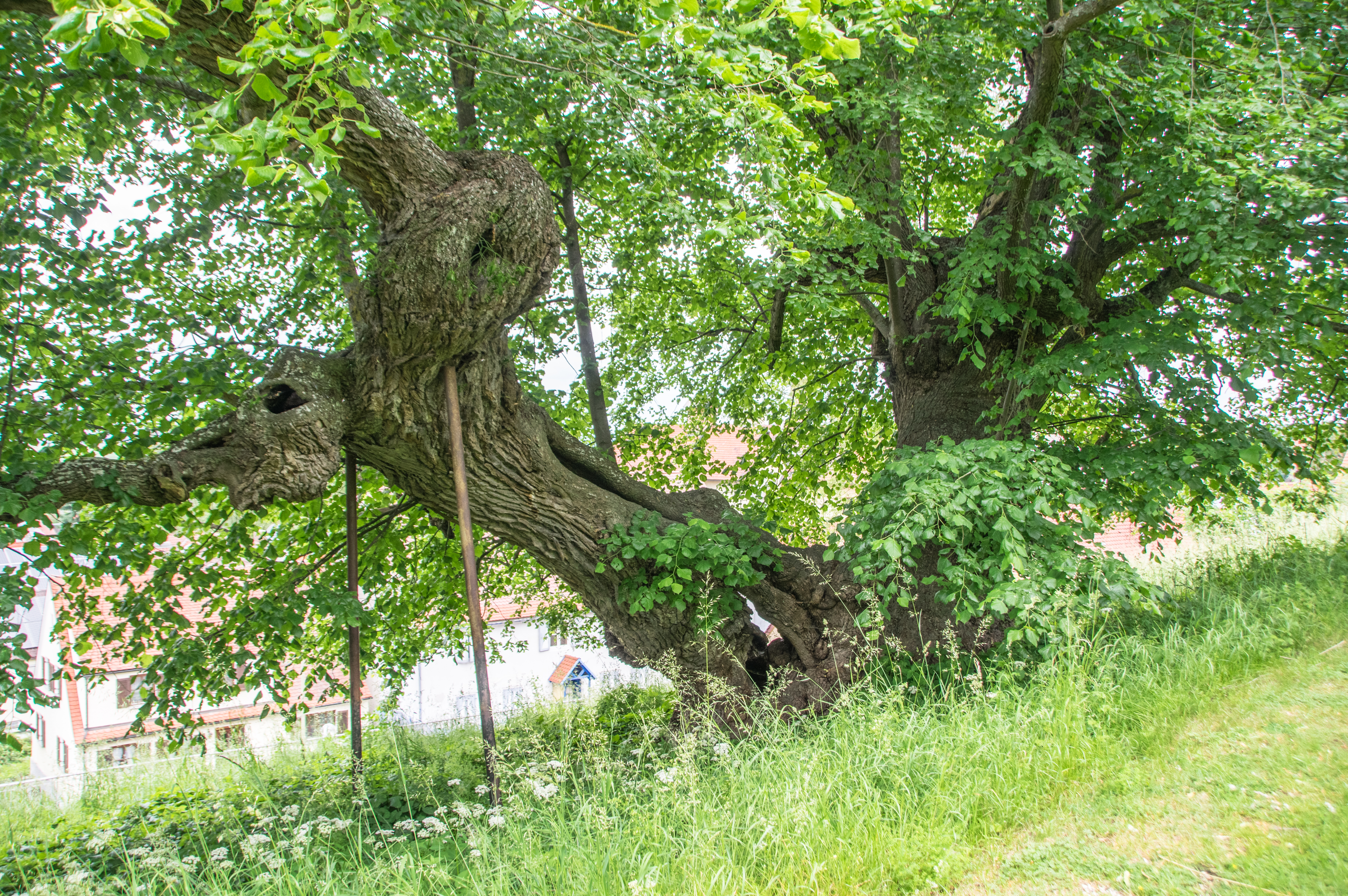
Gerichtslinde
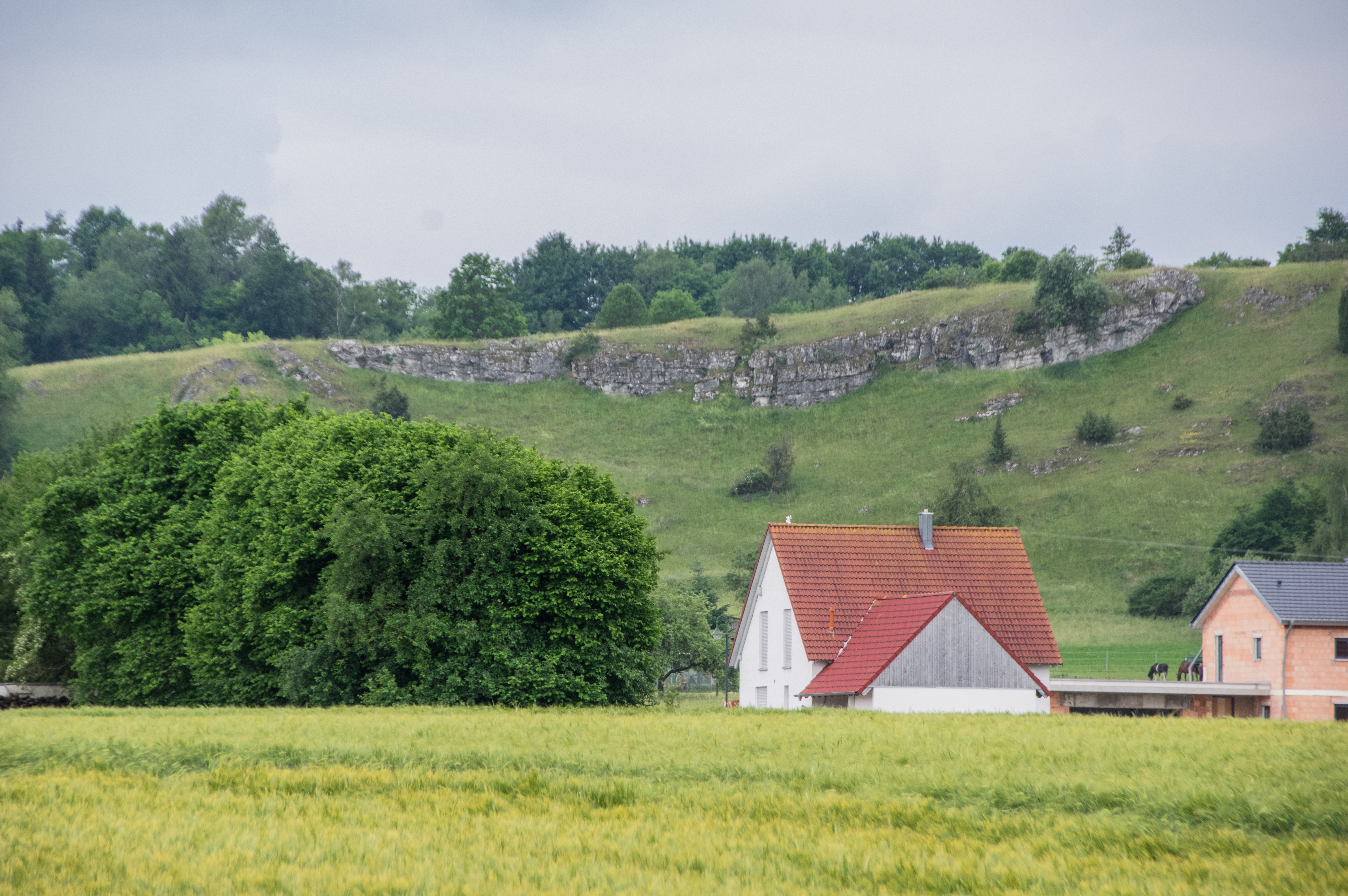
Kühsteinfelsen

## Wirtschaft und Infrastruktur

### Wirtschaft einschließlich Land- und Forstwirtschaft
2017 gab es in der Gemeinde 102 sozialversicherungspflichtige Arbeitsplätze. Von der Wohnbevölkerung standen 592 Personen in einem versicherungspflichtigen Beschäftigungsverhältnis. Damit war die Zahl der Auspendler um 490 Personen größer als die der Einpendler. 17 Einwohner waren arbeitslos. 2016 gab es 47 landwirtschaftliche Betriebe, die eine Fläche von 1478 ha bewirtschafteten.

### Bildung
Es gibt folgende Einrichtungen:
- Kindertageseinrichtung mit 52 Plätzen und 40 Kindern (Stand 1. März 2018)
- Grundschule Mönchsdeggingen mit zehn Lehrkräften und 145 Schülern (Schuljahr 2019/2020)[10]

## Persönlichkeiten

### Söhne und Töchter der Gemeinde
- Friedrich G. G. Schmidt (1868–1945), Sprach- und Literaturforscher
- Fritz Dobisch (1890–1941), Gewerkschaftsfunktionär und NS-Opfer
- Wulf-Dietrich Kavasch (1944–2021), Heimatforscher und Kommunalpolitiker